# Сектор 1 (Букурещ)
Сектор 1 е сектор, административна съставна част на град Букурещ, с обща площ 67.5 км2, и население 229 238 души (2007).